# Jogos Pan-Americanos de 1963
Os Jogos Pan-Americanos de 1963 foram a quarta edição do evento multiesportivo, realizado na cidade de São Paulo, no Brasil, entre os dias 20 de abril e 5 de maio. A delegação brasileira foi composta por 385 atletas, entre os 1 665 participantes. O judô foi a modalidade estreante da competição O Major Sylvio de Magalhães Padilha, expoente do olimpismo brasileiro, foi o presidente do Comitê Organizador desses Jogos Panamericanos.

## História

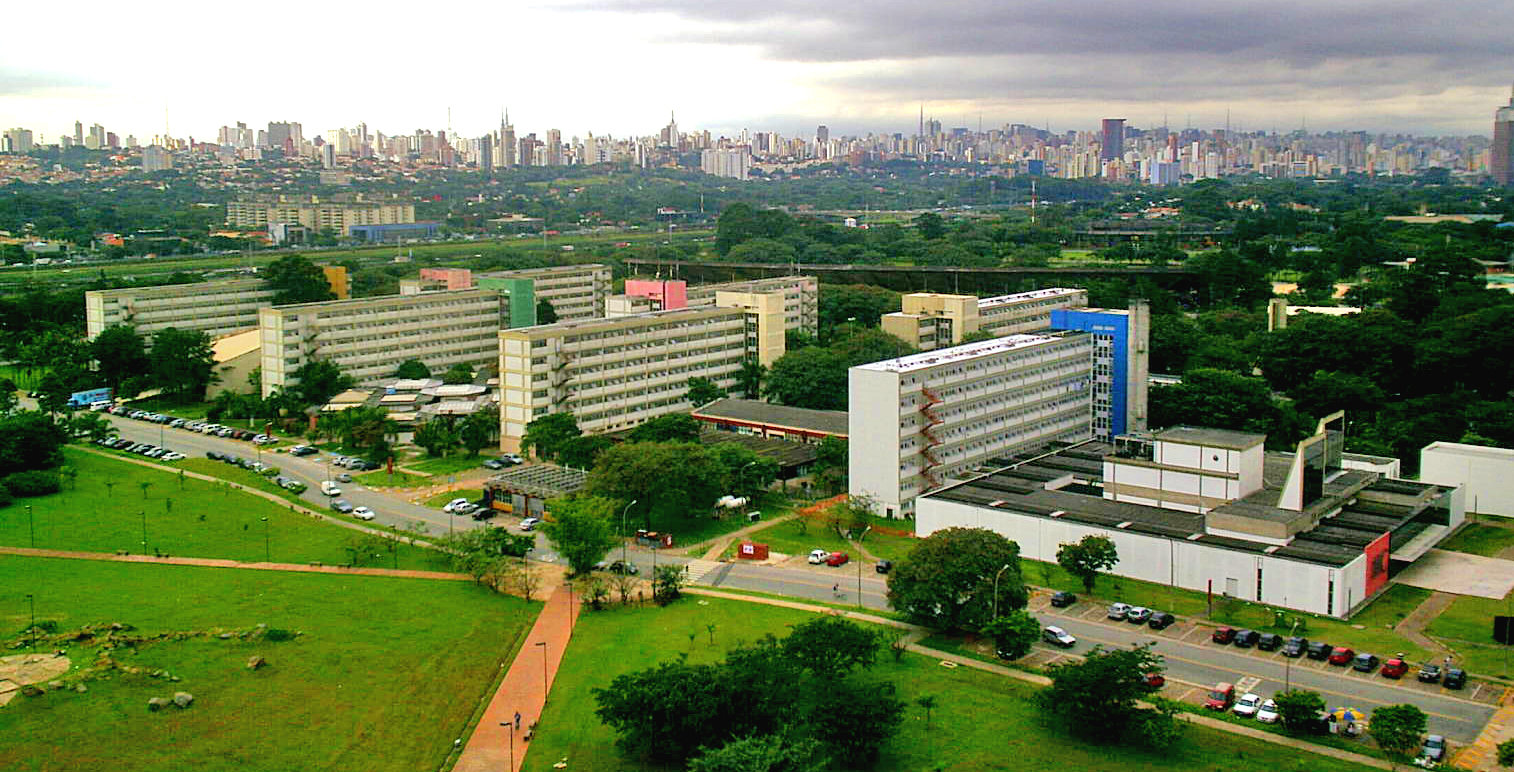
Vila olímpica, atualmente residências estudantis da USP.

Foi de responsabilidade da cidade de São Paulo sediar os IV Jogos Pan-Americanos. Realizados no auge da Guerra Fria no cenário americano, apenas um ano depois da Crise dos mísseis de Cuba em 1962, onde o mundo beirou a Guerra nuclear e a possível Terceira Guerra Mundial. Pela primeira vez, duas cidades disputaram para sediar os Jogos: Winnipeg, no Canadá, e São Paulo, no Brasil. Com o total de dezoito votos contra cinco, a cidade brasileira, que tinha a metade de sua população formada por jovens com idade inferior a 21 anos, o que favorecia o desenvolvimento esportivo, conquistou o direito de sediar os Jogos Pan-Americanos de 1963.
O Estádio do Pacaembu lotado assistiu à cerimônia de abertura dos jogos. A chama pan-americana, que fora acesa por índios carajás em Brasília, adentrou o estádio nas mãos do velocista José Telles da Conceição, após ter passado por cidades como Goiânia, Uberlândia e Ribeirão Preto. Com direito a revoada de pombas e tiros de artilharia, as bandeiras olímpica e pan-americana foram hasteadas, logo antes do juramento do atleta, realizado por Amaury Pasos, campeão mundial de Basquetebol pelo Brasil em 1959. A cerimônia foi encerrada com o Hino Nacional Brasileiro, dando início à quarta edição dos Jogos Pan-Americanos.
Esta edição foi novamente dominada pelos Estados Unidos, que conquistaram um total de 201 medalhas, quase quatro vezes mais do que a delegação brasileira, segunda colocada. Com a participação de 1665 atletas de 22 países, esta fora a edição com o menor número de competidores da história do evento. Com a competição esvaziada, delegações de países pequenos como o Uruguai conseguiram se destacar como foi o caso do Uruguai e do próprio Brasil que terminou o quadro de medalhas em segundo lugar com 14 medalhas de ouro, 20 de prata e 18 de bronze, o que foi até então a melhor participação do país no evento. Entre seus destaques estavam Maria Esther Bueno, que mesmo após ter sua mão mordida por um cão, ganhou o ouro no tênis feminino simples e prata na dupla com Maureen Schwartz, e a seleção brasileira de futebol masculino de Jairzinho e Carlos Alberto Torres, que conquistou a primeira colocação do pódio.

## Países participantes
22 países participaram do evento:[a]
| - ARG Argentina - AHO Antilhas Neerlandesas - BAH Bahamas - BAR Barbados - BRA Brasil - CAN Canadá - CHI Chile | - CUB Cuba - ESA El Salvador - ECU Equador - USA Estados Unidos - GUA Guatemala - GUY Guiana - JAM Jamaica | - MEX México - PAN Panamá - PER Peru - PUR Porto Rico - TRI Trinidad e Tobago - URU Uruguai - VEN Venezuela |

## Modalidades
Foram disputadas 21 modalidades nesta edição dos Jogos:
| - Atletismo - Basquetebol - Beisebol - Boxe - Ciclismo - Esgrima - Futebol | - Ginástica - Hipismo - Judô - Levantamento de peso - Lutas - Pentatlo moderno - Natação | - Polo aquático - Remo - Saltos ornamentais - Tênis - Tiro esportivo - Vela - Voleibol |

## Locais de competição
Foram utilizados nove locais de competição.
- Estádio do Pacaembu: cerimônias e atletismo
- Estádio Alfredo Schürig e Estádio Nicolau Alayon: futebol
- Ginásio do Ibirapuera: basquete
- Ginásio Palestra Itália: vôlei
- Parque do Ibirapuera: ciclismo
- Estádio Municipal de Beisebol Mie Nishi: beisebol
- Esporte Clube Pinheiros: natação, saltos ornamentais, polo aquático e tênis
- Sociedade Hipica de São Paulo: hipismo
- Represa de Guarapiranga: vela
- Centro de Práticas Esportivas da Universidade de São Paulo: remo

## Legado

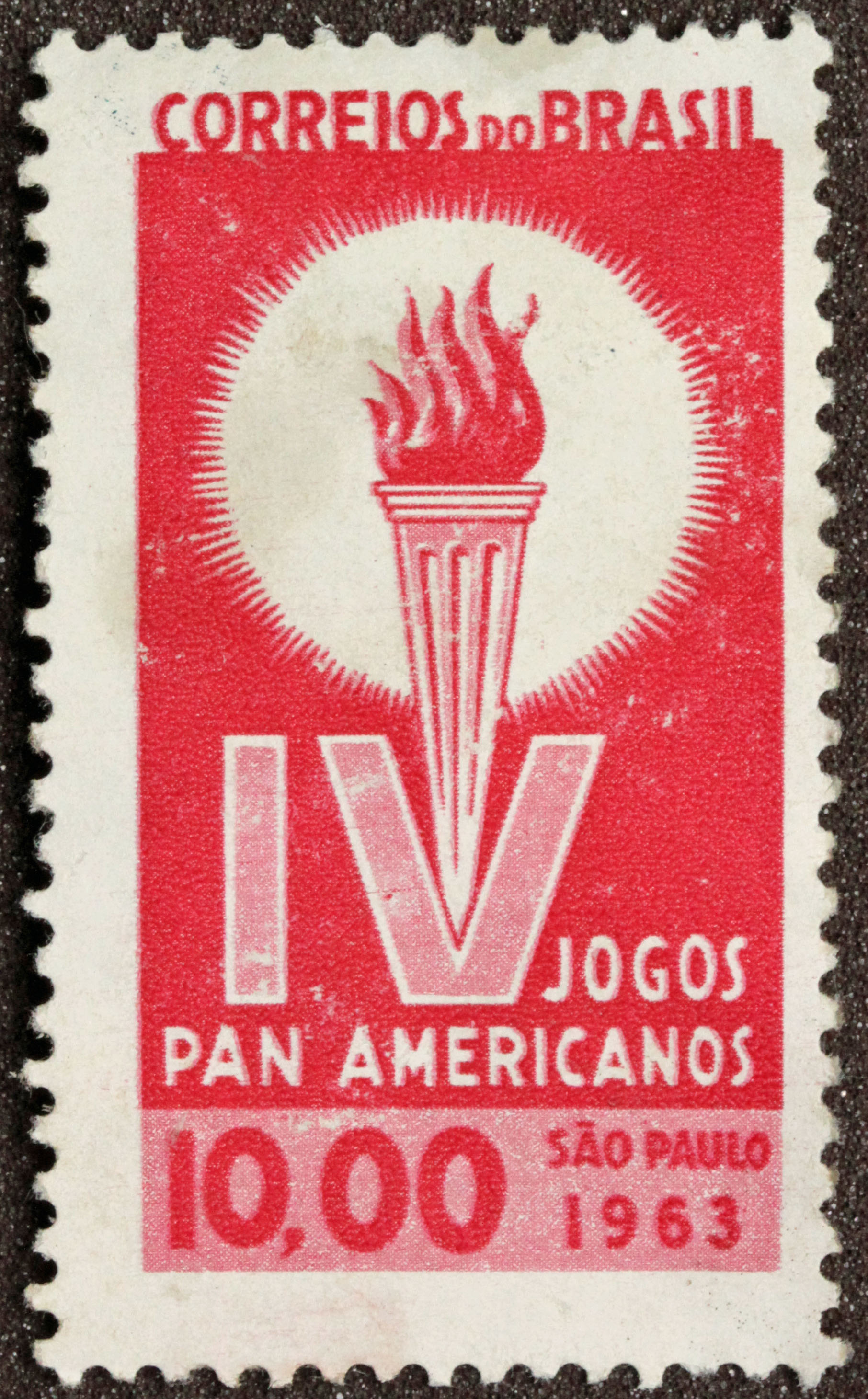
Selo comemorativo feito pelos Correios para os Jogos em São Paulo.

Apesar de ser uma competição esvaziada, os Jogos Pan-Americanos de São Paulo foram um exemplo de organização. A única construção exclusivamente realizada para a competição foi a Vila Pan-Americana que além de ter sido feita em tempo-recorde, se tornou a residência universitária da USP e é utilizada até hoje. Ao exigir poucos investimentos, o evento acabou tendo um lucro extraordinário, e com este foi construída a primeira sede do Comitê Olímpico do Brasil, no centro da cidade do Rio de Janeiro. O presidente do Comitê Organizador; major Sylvio de Magalhães Padilha, consequentemente, algum tempo depois assumiu a presidência do Comitê Olímpico do Brasil, ficando a frente da entidade por 29 anos. Ele ainda se tornaria e presidente da PanAm Sports e também seria um dos vice-presidentes do Comitê Olímpico Internacional.

## Quadro de medalhas
País sede destacado.
| Ordem | País               |     |    |    |     |
| 1     | USA Estados Unidos | 106 | 56 | 37 | 199 |
| 2     | BRA Brasil         | 14  | 20 | 18 | 52  |
| 3     | CAN Canadá         | 11  | 27 | 26 | 64  |
| 4     | ARG Argentina      | 8   | 15 | 16 | 39  |
| 5     | CUB Cuba           | 4   | 6  | 4  | 14  |